# كلوريد الكروم الرباعي
كلوريد الكروم الرباعي (أو رباعي كلوريد الكروم) مركب كيميائي صيغته CrCl4، وهو مركب غير مستقر ويوجد على هيئة صلب بني.

## التحضير
يحضر المركب من التفاعل المباشر بين عنصري الكروم والكلور عند درجات حرارة مرتفعة:
{\displaystyle {\ce {2 CrCl3 + Cl2 -> 2 CrCl4}}}

## الخواص
يعد كلوريد الكروم الرباعي من المركبات غير المستقرة، إذ أن الكروم يوجد بشكل مفضل في حالات الأكسدة +3 و+6.